# Lev Baklyshkin
Lev Baklyshkin –en ruso, Лев Баклышкин– (24 de septiembre de 1933-28 de julio de 2011) fue un jinete soviético que compitió en la modalidad de concurso completo. Ganó tres medallas en el Campeonato Europeo de Concurso Completo, en los años 1962 y 1965.

## Palmarés internacional
| Campeonato Europeo | Campeonato Europeo     | Campeonato Europeo | Campeonato Europeo |
| Año                | Lugar                  | Medalla            | Categoría          |
| ------------------ | ---------------------- | ------------------ | ------------------ |
| 1962               | Burghley (Reino Unido) | Medalla de oro     | Por equipos        |
| 1965               | Moscú (URSS)           | Medalla de oro     | Por equipos        |
| 1965               | Moscú (URSS)           | Medalla de plata   | Individual         |